# Faisal Mohammed
Faisal Mohammed (sinh ngày 7 tháng 5 năm 1991) là một cầu thủ bóng đá người Ghana.

## Sự nghiệp câu lạc bộ
Faisal Mohammed đã từng chơi cho Urawa Reds.